# Mogens Dahl
Mogens Krogsgaard Dahl (født 3. januar 1953 i Thisted) er en dansk dirigent, grundlægger og ejer af Mogens Dahl Koncertsal samt dirigent for Mogens Dahl Kammerkor, gift med erhvervskvinden Jette Egelund og bror til Søren Dahl.

## Baggrund
Mogens Dahl er født i Thisted i 1953 i en søskendeflok på seks.
Mogens Dahl er cand.phil. fra Århus Universitet i 1980 og dirigent fra Det Jyske Musikkonservatorium i 1983. Han har undervist på konservatoriet i Aarhus og på Aalborg Universitet. Fra 1991 var han syngemester på Den Jyske Opera.
Han er gift med Jette Egelund som er 2. generation i virksomheden Vipp; det er i virksomhedens bygninger på Islands Brygge , at han har indrettet Danmarks første private koncertsal for klassisk musik, Mogens Dahl Koncertsal, som er hyldet med P2 prisen.